# 7203 Sigeki
A 7203 Sigeki (ideiglenes jelöléssel 1995 DG2) a Naprendszer kisbolygóövében található aszteroida. S. Otomo fedezte fel 1995. február 27-én.